# Linha Hanzomon (Metro de Tóquio)
A Linha Hanzōmon (東京地下鉄半蔵門線 Tōkyō Chikatetsu Hanzōmon-sen) é uma linha do Metrô de Tóquio, no Japão, operada pela rede Tokyo Metro. Ela conecta a estação de Shibuya à estação de Oshiage. Com uma extensão de 16,8 km, ela atravessa Tóquio do sudoeste a leste passando pelos distritos de Shibuya, Minato, Chiyoda, Chūō, Kōtō e Sumida. É também conhecida como Linha 11. Nos mapas, a linha é de cor violeta e identificada pela letra Z.

## História
A primeira seção da linha Hanzōmon foi aberta em 1 de agosto de 1978 entre Shibuya e Aoyama-itchome. Em 1979, a linha foi estendida para Nagatachō e depois para Mitsukoshi-mae em 1989 depois de ter tido que fazer um desvio para evitar de passar sob o Palácio Imperial. O último trecho até Oshiage foi inaugurado em 19 de março de 2003.

## Interconexões
A linha está interconectada a Shibuya com a linha Den-en-toshi da companhia Tōkyū e a Oshiage com a linha Isesaki da companhia Tōbu. Existe um projeto para continuar a linha de Oshiage até Matsudo (Linha Jōban).

## Estações
A linha possui 14 estações, identificadas de Z-01 a Z-14.
| Número | Estação            | Nome japonês | Distância (km) | Correspondências | Distrito      |
| ------ | ------------------ | ------------ | -------------- | --- | ------------- |
| Z-01   | Shibuya            | 渋谷         | 0              | Tokyo Metro : Fukutoshin, Ginza JR East : Saikyō, Shōnan-Shinjuku, Yamanote Keiō : Inokashira Tōkyū : Den-en-toshi (interconexão), Tōyoko | Shibuya       |
| Z-02   | Omotesandō         | 表参道       | 1,3            | Tokyo Metro : Chiyoda, Ginza | Minato        |
| Z-03   | Aoyama-Itchōme     | 青山一丁目   | 2,7            | Tokyo Metro : Ginza Toei : Oedo | Minato        |
| Z-04   | Nagatachō          | 永田町       | 4,1            | Tokyo Metro : Ginza (a Akasaka-mitsuke), Marunouchi (a Akasaka-mitsuke), Namboku, Yurakucho                                               | Chiyoda       |
| Z-05   | Hanzōmon           | 半蔵門       | 5,1            | | Chiyoda       |
| Z-06   | Kudanshita         | 九段下       | 6,7            | Tokyo Metro : Tozai Toei : Shinjuku | Chiyoda       |
| Z-07   | Jimbōchō           | 神保町       | 7,1            | Toei : Mita, Shinjuku | Chiyoda       |
| Z-08   | Ōtemachi           | 大手町       | 8,8            | Tokyo Metro : Chiyoda, Marunouchi, Tozai Toei : Mita                                                                                      | Chiyoda       |
| Z-09   | Mitsukoshimae      | 三越前       | 9,5            | Tokyo Metro : Ginza JR East : Sōbu (a Shin-Nihombashi)                                                                                    | Chuo          |
| Z-10   | Suitengūmae        | 水天宮前     | 10,8           | | Chuo          |
| Z-11   | Kiyosumi-shirakawa | 清澄白河     | 12,5           | Toei : Oedo | Koto (Tóquio) |
| Z-12   | Sumiyoshi          | 住吉         | 14,4           | Toei : Shinjuku | Koto (Tóquio) |
| Z-13   | Kinshichō          | 錦糸町       | 15,4           | JR East : Chūō-Sōbu, Sōbu | Sumida        |
| Z-14   | Oshiage            | 押上         | 16,8           | Tōbu : Skytree (interconexão) Toei : Asakusa Keisei : Oshiage                                                                             | Sumida        |